# 中野和信
中野 和信（なかの かずのぶ、1945年（昭和20年）12月14日 - ）は、日本の政治家、行政書士。元埼玉県蓮田市長（4期）。元蓮田市議会議員（1期）。

## 来歴
埼玉県蓮田市出身。埼玉県立春日部高等学校、法政大学卒業。大学卒業後、蓮田市役所に勤務。都市整備部長、蓮田市教育委員会事務局教育部長、蓮田市シルバー人材センター事務局長などを務めた。
2002年（平成14年）5月19日投開票の蓮田市長選挙に立候補したが、210票差で現職の樋口曉子に敗れ落選。
※当日有権者数：人 最終投票率：59.68%（前回比：pts）
| 候補者名 | 年齢 | 所属党派 | 新旧別 | 得票数   | 得票率 | 推薦・支持 |
| -------- | ---- | -------- | ------ | -------- | ------ | ---------- |
| 樋口曉子 | 57   | 無所属   | 現     | 11,339票 | 36.89% |            |
| 中野和信 | 56   | 無所属   | 新     | 11,129票 | 36.20% |            |
| 石川勝夫 | 64   | 無所属   | 元     | 5,382票  | 17.51% |            |
| 山口隆   |      | 無所属   | 新     | 2,889票  | 9.40%  |            |

2003年（平成15年）1月、埼玉県行政書士会登録。同年、蓮田市議会議員に初当選。
2006年（平成18年）5月21日投開票の蓮田市長選挙に立候補。現職の樋口暁子、元市議の山口浩治を破り初当選を果たした。5月31日、市長就任。
※当日有権者数：52,011人 最終投票率：55.52%（前回比：－4.16pts）
| 候補者名 | 年齢 | 所属党派 | 新旧別 | 得票数   | 得票率 | 推薦・支持 |
| -------- | ---- | -------- | ------ | -------- | ------ | ---------- |
| 中野和信 | 60   | 無所属   | 新     | 13,916票 | 48.59% |            |
| 樋口暁子 | 61   | 無所属   | 現     | 11,518票 | 40.22% |            |
| 山口浩治 | 53   | 無所属   | 新     | 3,206票  | 11.19% |            |

2010年（平成22年）5月16日投開票の市長選で、新城昭仁を破り2選。
※当日有権者数：52,455人 最終投票率：%（前回比：pts）
| 候補者名 | 年齢 | 所属党派 | 新旧別 | 得票数   | 得票率 | 推薦・支持 |
| -------- | ---- | -------- | ------ | -------- | ------ | ---------- |
| 中野和信 | 64   | 無所属   | 現     | 14,790票 | 81.13% |            |
| 新城昭仁 |      | 無所属   | 新     | 3,439票  | 18.87% |            |

2014年（平成26年）の市長選で無投票により3選。
2018年（平成30年）5月20日投開票の市長選で、元建設コンサルタント会社社長の福田聖次、元名古屋市長特別秘書の北角嘉幸（自民党推薦）らを破り4選。投票率は43.21％
。
※当日有権者数：52,131人 最終投票率：43.21%（前回比：pts）
| 候補者名 | 年齢 | 所属党派 | 新旧別 | 得票数  | 得票率 | 推薦・支持 |
| -------- | ---- | -------- | ------ | ------- | ------ | ---------- |
| 中野和信 | 72   | 無所属   | 現     | 8,444票 | 37.91% |            |
| 福田聖次 | 66   | 無所属   | 新     | 7,149票 | 32.09% |            |
| 北角嘉幸 | 54   | 無所属   | 新     | 6,682票 | 30.00% | 自民党推薦 |

2021年(令和3年)12月21日、5選不出馬を表明した。
2023年（令和5年）11月3日、秋の叙勲で旭日小綬章を受章。